# Gummi Beren
De Gummi Beren is een tekenfilmserie voor de jeugd van Disney. De tekenfilms zijn losjes geïnspireerd op het gummibeertje, een gelatinesnoepje. Er zijn in totaal 94 afleveringen verspreid over 65 uitzendingen gemaakt. De originele Amerikaanse titel luidt Disney's Adventures of the Gummi Bears, waarvan de letterlijke vertaling Disneys avonturen van de Gummiberen is.

## Verhaal
De Gummiberen zijn een groep beren die heimelijk met zijn zessen (later met zeven) in het bos leven uit het zicht van de mensen. De legende vertelt dat de andere Gummiberen gevlucht zijn voor de mensen en ze komen pas terug als het weer veilig is. De Gummiberen cultiveren vruchten die ze gummibessen noemen en waarvan ze gummibessensap maken. Dit sap geeft hen grote krachten waardoor ze erg hoog kunnen springen. Hierdoor lijken ze op stuiterballen. Ze hebben dit altijd bij zich, zodat ze het in geval van nood kunnen gebruiken. De slechterik Graaf Ruuwaard probeert de Gummiberen te vangen om zo de formule te verkrijgen van dit sap. Iedereen die van het sap drinkt krijgt tijdelijk grote krachten.

## Tijd en zenders
Het eerste seizoen van Gummi Beren werd uitgezonden door NBC en startte op 14 september 1985 in de Verenigde Staten. Later, tijdens het 5de seizoen (in september 1989), verhuisde de show naar ABC waar het onderdeel werd van The Adventures of Winnie the Pooh. De reeks werd onder andere vertaald in het Engels, Deens, Noors, Duits, Pools, Russisch, Zweeds, Frans en Nederlands en werd in verschillende landen uitgezonden.
De serie werd in Nederland uitgezonden van 25 april 1986 tot 27 september 1988 door de NCRV. In België zond BRTN TV2, later Ketnet Gummiberen uit als onderdeel van het blok Disney Festival. Vanaf 2002/2003 zond Net5 de serie afwisselend uit tijdens het Disney Feest-blok.
Sinds het jaar 2012 wordt Gummi Beren herhaald door de digitale zender Disney Jr., deel van de Nederlandse reeks Disney Channels. Dit betreft afwisselend zowel de oudere als de nieuwere nasynchronisatie.

## Historisch belang
Gummi Beren is eigenlijk de eerste animatieserie in zijn soort. Het was Disneys eerste grondige inzet voor televisieanimatie en met resultaat: geen enkele televisieserie in het westelijk halfrond had een gelijke beeldkwaliteit en detail. Voor het midden van de jaren tachtig was de kwaliteit ongeëvenaard, zelfs in vergelijking met veel Japanse animatieseries. De sterke opkomst van animatieseries eind jaren tachtig en gedurende de jaren negentig wordt door veel animatiehistorici toegeschreven aan Gummi Beren.

## Invloed van de Gummiberen
Gummi Beren was de voorloper van en springplank voor klassiekers zoals DuckTales, Darkwing Duck, Rescue Rangers, TaleSpin en Gargoyles. Hoewel al deze voornoemde series vaak meer budget en tijd kregen, wordt De avonturen van de Gummi Beren beschouwd als het prototype van al de series die erop volgden. Gummi Beren was de aanzet van een trend die door DuckTales nog verder in een stroomversnelling werd gebracht. Desalniettemin was Gummi Beren een grote gok die zich ruimschoots terugbetaalde op lange termijn.

## Einde van de reeks
De avonturen van de Gummi Beren is de enige reeks uit de Disney Afternoon-generatie die een echt einde heeft gekregen. Alle andere reeksen die hierboven vermeld staan kregen geen laatste slotaflevering maar een open einde.

## Figuren
- Gummiberen: elke Gummibeer heeft zijn eigen herkenbare kleur.
  - Gruffi (bruin) is een ouderwetse beer die de voorkeur geeft om dingen op de ouderwetse "Gummi manier" te doen. Hij is de leider van Gummi-Glen. Hij is een uiterst bekwaam vakman en monteur en herstelt vaak de oude Gummi technologie en valstrik-deuren en bouwt ook valstrikken rond Gummi-Glen om mensen en Ogers op afstand te houden. Als het gaat om het bouwen en gebruiken van gereedschappen wil hij vaak te precies, te kieskeurig en te perfectionistisch zijn en dit doet hem weleens de das om. Gruffi wantrouwt de mensen, zo ook in de eerste aflevering moet hij eerst niets hebben van Ewout maar later in dezelfde episode geeft hij onbewust toe dat hij hem wel graag mag. Ondanks dat hij niet altijd even goed gezind is wordt hij in tijden van paniek en wanhoop gewaardeerd voor het brengen van eenheid en stabiliteit. Gruffi en Grammi zijn het vaak oneens maar komen wel overeen als het moet.
  - Grammi (oranje) is een oudere beer en de matriarch van Gummi-Glen. Ze fungeert als moeder van de groep. Ze kookt, poetst en bereidt het gummibessensap. Ze houdt het recept geheim en wil het doorgeven aan Sunni als ze oud genoeg is. Ze heeft een intense rivaliteit met Gruffi.
  - Zummi (paars) is een oude beer die de "gummiwijsheid" bewaart. Later krijgt hij het gummi-medaillon dat hem toegang geeft tot het magische boek. Zo wordt hij de tovenaar van de groep.  Hij is erg vergeetachtig en bijzonder onhandig, het verspreekt zich vaak met spoonerismes en zijn spreuken hebben vaak de verkeerde uitwerking. In het begin van de serie had hij ook erge hoogtevrees.
  - Tummi (donkerblauw) is een joviale, stevige beer. Hij lust wel een lekker maal en denkt vaak alleen aan eten. Hij eet de gummibessen liever dan ze te plukken. Van de jongere generatie Gummiberen is Tummi de oudste. Hij heeft een vrij relaxte en naïeve persoonlijkheid en laat zich vaak meeslepen in de plannetjes van Cubbi. In gevaarlijke situaties echter heeft Tummi vaak uitzonderlijke moed getoond. Door de reeks uit hij zich als getalenteerde zeiler, tuinman, kunstenaar en ambachtsman.
  - Sunni (geel) is een jong meisje. Ze droomt ervan prinses te worden zoals haar vriendin prinses Clara. Sunni is erg nieuwsgierig naar de cultuur en mode van de mensen. Ze hecht minder belang aan de geschiedenis van de Gummiberen en ze rebelleert vaak tegen de tradities. Sunni's leeftijd ligt tussen die van Cubbi en Tummi. Later in de serie lijkt ze een oogje te hebben voor Gusto.
  - Cubbi (roze) is de jongste Gummibeer en droomt ervan om ridder te worden. Hij is erg onstuimig en is steeds afgeleid door alles wat mysterieus of spannend is. Soms zet hij een masker op en wordt hij een burgerwacht die bekendstaat als de "Rode Wreker". Cubbi is de eerste Gummibeer die Ewout ontmoette en sindsdien zijn ze beste vrienden.
  - Gusto (lichtblauw) is aanwezig vanaf het tweede seizoen. Hij is een artistieke Gummibeer die op zichzelf staat. Hij was voor twaalf jaar gestrand op een onbewoond eiland met zijn beste vriend Artie Deco, een wijze pratende toekan. Tummi en Gruffi kwamen door schipbreuk vast te zitten op Gusto's eiland net op het ogenblik dat een vulkaanuitbarsting het eiland zou doen zinken in de zee. De drie Gummiberen ontsnappen samen van het eiland en Gusto werd meegenomen naar Gummi-Glen. Gruffi heeft nogal eens woorden met Gusto omdat hij vindt dat Gusto veel te ruimdenkend is. Ook vindt hij dat Gusto te veel invloed heeft op de jongeren, vooral Cubbi en Sunni. Gusto woont in een geïmproviseerd appartement achter een waterval maar als het weer te slecht is zoekt hij onderdak in Gummi-Glen bij de andere Gummiberen.
- Goede mensen
  - Schildknaap Ewout is een van de belangrijkste menselijke personages in de serie. Hij is een van de weinigen die gelooft dat Gummiberen bestaan. Hij is de schildknaap van ridder Roderik die op zijn beurt weer in dienst is van koning Gregor. Ewout raakt bevriend met de Gummiberen in de eerste aflevering en deelt dezelfde ambitie als Cubbi: Hij wil ook ridder worden. Zijn grootvader had een Gummi medaillon en heeft het aan hem gegeven. Dit medaillon was nodig om het grote Gummiboek te openen. In dit boek staan alle wijsheden van de Gummiberen genoteerd. De jonge schildknaap Ewout en Prinses Clara hebben een oogje op elkaar.
  - Prinses Clara is de dochter van koning Gregor en ook een van de belangrijkste menselijke personages. Ze heeft een avontuurlijk karakter en vele talenten. Ze ziet Ewout meer dan graag en sleept hem vaak mee in gekke of avontuurlijke situaties. Na een tijdje raakt ook zij bevriend met de Gummiberen. Sunni en Clara worden zeer goede vriendinnen. Clara heeft een hekel aan de pracht en praal die bij royalty hoort en wenst meer betrokken te zij bij het bestuur en de verdediging van het rijk. Bijgevolg heeft ze bij tijden de neiging enigszins rebels te zijn. Vaak spot ze met de uitspraak van haar vader dat een prinses het voorbeeld moet geven voor haar volk. Toch gebeurt het weleens dat ze haar gezag als prinses gebruikt wanneer het haar goed uitkomt. De moeder van Clara komt nooit aan bod in het programma. Het is niet bekend wat er met haar gebeurd is en daarom wordt vaak aangenomen dat ze stierf voor het begin van de serie.
  - Koning Gregor
  - Ridder Roderik
- Slechteriken
  - Graaf Ruwaard
  - Lady Bane
  - Oorlam

## Stemmen
| Personage         | Amerikaanse versie         | Nederlandse versie NCRV (1986-1989) | Nederlandse versie Kindernet en SBS (2002) | Nederlandse versie Disney+ (2019) |
| ----------------- | -------------------------- | ----------------------------------- | ------------------------------------------ | --------------------------------- |
| Gruffi            | Corey Burton               | Coen Flink                          | Kees van Lier                              | Finn Poncin                       |
| Grammi            | June Foray                 | Leontien Ceulemans                  | Cilly Dartell                              | Patty Paff                        |
| Zummi             | Paul Winchell Jim Cummings | Cor Witschge                        | Rob van de Meeberg                         | Rob van de Meeberg                |
| Tummi             | Lorenzo Music              | Arnold Gelderman                    | Victor van Swaay                           | Victor van Swaay                  |
| Sunni             | Katie Leigh                | Miett Molnar                        | Lottie Hellingman                          | Lottie Hellingman                 |
| Cubbi             | Noelle North               | Niels Croiset                       | Willem Rebergen                            | Roemer Vonk                       |
| Schildknaap Ewout | Will Ryan                  | Vincent Croiset                     | Rolf Koster                                | Sonny Coops van Utteren           |
| Prinses Clara     | Noelle North               | Laura Vlasblom                      | Niki Romijn                                | Roos van der Waerden              |
| Koning Gregor     | Michael Rye                | Hero Muller                         | Hero Muller                                | Simon Zwiers                      |
| Ridder Roderik    | Jeannie Elias              | ?                                   | ?                                          | Daan van Rijssel                  |
| Graaf Ruwaard     | Walker Edmiston            | Edmond Classen                      | Stan Limburg                               | Stan Limburg                      |
| Lady Bane         | Tress MacNeille            | ?                                   | ?                                          |                                   |
| Oorlam            | Christian Jacobs           | Paul Haenen                         | Reinder van der Naalt                      | Reinder van der Naalt             |

Hoewel er driemaal is nagesynchroniseerd, was dat nooit de complete serie. De NCRV was tot en met de eerste aflevering van seizoen 4 gekomen; Kindernet en SBS6 hadden daarentegen seizoen 5. Disney heeft tot slot die seizoenen (her)ingesproken, waarvan nog geen complete Nederlandse dub was, waaronder ook seizoen drie dat slechts gedeeltelijk door de NCRV was gedaan. Alléén daarvoor zijn er twee verschillende Nederlandse versies. De nieuwste is herkenbaar aan het gebruik van het woord "moker" voor de monsters die graaf Ruwaard dienen; "ogre" werd tot dan toe gewoon vertaald als "monster". 
De Nederlandse stemmenregie in opdracht van de NCRV was van de hand van Arnold Gelderman, onder studio Meta Sound. De Nederlandstalige herkenningsmelodie werd ingezongen door Robert Long.

## Trivia
- Hoewel herhalingen uit latere jaren geen Nederlandse beeldbewerking meer bevatten, was de originele nasynchronisatie in opdracht van de NCRV voorzien van onder andere een Nederlands logo (Gummi Beren, met spatie), een (gedeeltelijk) Nederlandse aftiteling en Nederlandse afleveringtitels. Deze zijn nog te zien op de video-uitgaves, uitgebracht in de jaren negentig. Het lettertype van de afleveringtitels betrof een standaard lettertype gebruikt voor meerdere televisieseries van Disney, waaronder DuckTales en Rescue Rangers.
- In de jaren negentig zijn enkele afleveringen uitgebracht op VHS. Dit betreft onder andere de titels Een nieuw begin, De Gummi's komen er aan, Blije berenboel, Met hoge snelheid op reis, De bessenrover, Cubbi de avonturier en Het geheim van Oorlam.